# Thomaston, Connecticut
Thomaston är en kommun (town) i Litchfield County i delstaten Connecticut, USA med cirka 7 503 invånare (2000). Den har enligt United States Census Bureau en area på totalt 31,6 km² varav 0,6 km² är vatten.